# Pilar García Elegido
Pilar García Elegido és una directora de cinema espanyola. És llicenciada en Història Moderna i Contemporània, especialista en biblioteconomia i documentació per la Universitat Complutense de Madrid, on va fer un màster en producció de cinema. Després va fer cursos d'animació i cinema a l'Escola de San Antonio de los Baños (Cuba). El 1997 va guanyar el Goya al millor curtmetratge documental amb el seu curt Confluencias. Seria nominada al Goya al millor curtmetratge documental el 2000 per Positivo i el 2015 per Ventanas.
Des de 2003 treballa com a assessora de cinema de la Comunitat de Madrid, des d'on coordina des de 2004 la Semana del Cortometraje de la Comunidad de Madrid o la Ventana del Cine Madrileño. El 2019 va rebre un Águila de Oro especial a l'Aguilar Film Festival.